# Primera Regional de Navarra 1966-67
La temporada 1966-67 de Primera Regional de Navarra es cuarto nivel de las Ligas de fútbol de España para los clubes de Navarra y La Rioja, por debajo de la Tercera División de España

## Sistema de competición
Los 14 equipos en un único grupo, que se enfrentan a doble vuelta, una vez en casa y otra en el campo del equipo rival, todos contra todos.
El primer clasificado ascendió directamente a Tercera División, mientras que el segundo disputó una promoción de ascenso contra uno de los equipos clasificados en los puestos 13.º y 14.º del grupo IV de Tercera División.
Los dos últimos clasificados descendieron directamente a Segunda Regional, mientras que los dos equipos clasificados inmediatamente antes que éstos jugaron una promoción de permanencia contra los clasificados desde el grupo de ascenso de Segunda Regional. Esta promoción de permanencia ascenso se disputó en modo de liguilla, dando el acceso a jugar en Primera Regional al campeón de la liguilla.

## Clasificación[1]
| Pos. | Equipo                       | Pts. | PJ | G  | E | P  | GF | GC | Dif. |                                |
| ---- | ---------------------------- | ---- | -- | -- | - | -- | -- | -- | ---- | ------------------------------ |
| 1    | C. D. Mirandés (C, A)        | 42   | 26 | 18 | 6 | 2  | 67 | 20 | +47  | Ascenso a Tercera              |
| 2    | C. Atlético Osasuna Promesas | 41   | 26 | 18 | 5 | 3  | 86 | 20 | +66  | Promoción de ascenso a Tercera |
| 3    | C. D. Recreación de Logroño  | 33   | 26 | 14 | 5 | 7  | 70 | 41 | +29  |                                |
| 4    | C. D. Oberena Junior         | 32   | 26 | 14 | 4 | 8  | 74 | 40 | +34  |                                |
| 5    | Peña Balsamaiso C. F.        | 27   | 26 | 11 | 5 | 10 | 47 | 43 | +4   |                                |
| 6    | C. D. Izarra                 | 26   | 26 | 11 | 4 | 11 | 45 | 42 | +3   |                                |
| 7    | C. D. La Calzada             | 25   | 26 | 10 | 5 | 11 | 62 | 49 | +13  |                                |
| 8    | C. D. Azkoyen                | 25   | 26 | 9  | 7 | 10 | 37 | 38 | −1   |                                |
| 9    | C. Peña Sport                | 25   | 26 | 9  | 7 | 10 | 46 | 47 | −1   |                                |
| 10   | C. D. Falcesino              | 20   | 26 | 6  | 8 | 12 | 40 | 75 | −35  |                                |
| 11   | C. D. Berceo (D)             | 20   | 26 | 6  | 8 | 12 | 26 | 56 | −30  | Promoción de permanencia       |
| 12   | J. Olímpica Castejón (D)     | 18   | 26 | 7  | 4 | 15 | 42 | 71 | −29  | Promoción de permanencia       |
| 13   | C. D. Cortes (D)             | 17   | 26 | 6  | 5 | 15 | 35 | 80 | −45  | Descenso a Segunda Regional    |
| 14   | C. D. Corellano (D)          | 13   | 26 | 4  | 5 | 17 | 29 | 84 | −55  | Descenso a Segunda Regional    |

 Fuente: Fútbol Regional

## Promoción de ascenso

### Finales
Se jugaron dos eliminatorias, a doble partido, entre los equipos de Tercera División y los equipos de Primera Regional. Los dos equipos ganadores de cada final obtienen la plaza competir en Tercera División.
| Equipo 1      | Agr. | Equipo 2               | Ida | Vuelta |
| ------------- | ---- | ---------------------- | --- | ------ |
| C. D. Touring | 5-2  | C. A. Osasuna Promesas | 1-2 | 4-0    |
| S. D. Ilintxa | 4-5  | Tolosa C. F.           | 3-3 | 1-2    |

| Ida; 7 de junio de 1967 | C. D. Touring | 1-2 | C. A. Osasuna Promesas |  |  |

| Vuelta; 14 de junio de 1967 | C. A. Osasuna Promesas | 4-0 (Global 5-4) | C. D. Touring |  |  |

| Ida; 7 de junio de 1967 | S. D. Ilintxa | 3-3 | Tolosa C. F. |  |  |

| Vuelta; 14 de junio de 1967 | Tolosa C. F. | 2-1 (Global 5-4) | S. D. Ilintxa |  |  |

### Equipos vencedores con plaza en Tercera División
| C. D. Touring |

## Promoción de permanencia
| Pos. | Equipo                   | Pts. | PJ | G | E | P | GF | GC | Dif. |                           |
| ---- | ------------------------ | ---- | -- | - | - | - | -- | -- | ---- | ------------------------- |
| 1    | C. D. Arnedo (A)         | 6    | 4  | 3 | 0 | 1 | 12 | 3  | +9   | Plaza en Primera Regional |
| 2    | C. D. Berceo (D)         | 4    | 4  | 2 | 0 | 2 | 9  | 7  | +2   | Plaza en Segunda Regional |
| 3    | C. Atlético Artajonés    | 4    | 4  | 2 | 0 | 2 | 5  | 9  | −4   | Plaza en Segunda Regional |
| 4    | J. Olímpica Castejón (D) | 2    | 4  | 1 | 0 | 3 | 3  | 10 | −7   | Plaza en Segunda Regional |

 Fuente: Fútbol Regional
| Asciende a Primera Regional   | Descienden a Segunda Regional |
| C. D. Arnedo                  | C. D. Berceo                  |
|                               | J. Olímpica Castejón          |
| Permanece en Primera Regional | Permanece en Segunda Regional |
|                               | C. A. Artajonés               |